# كونسو

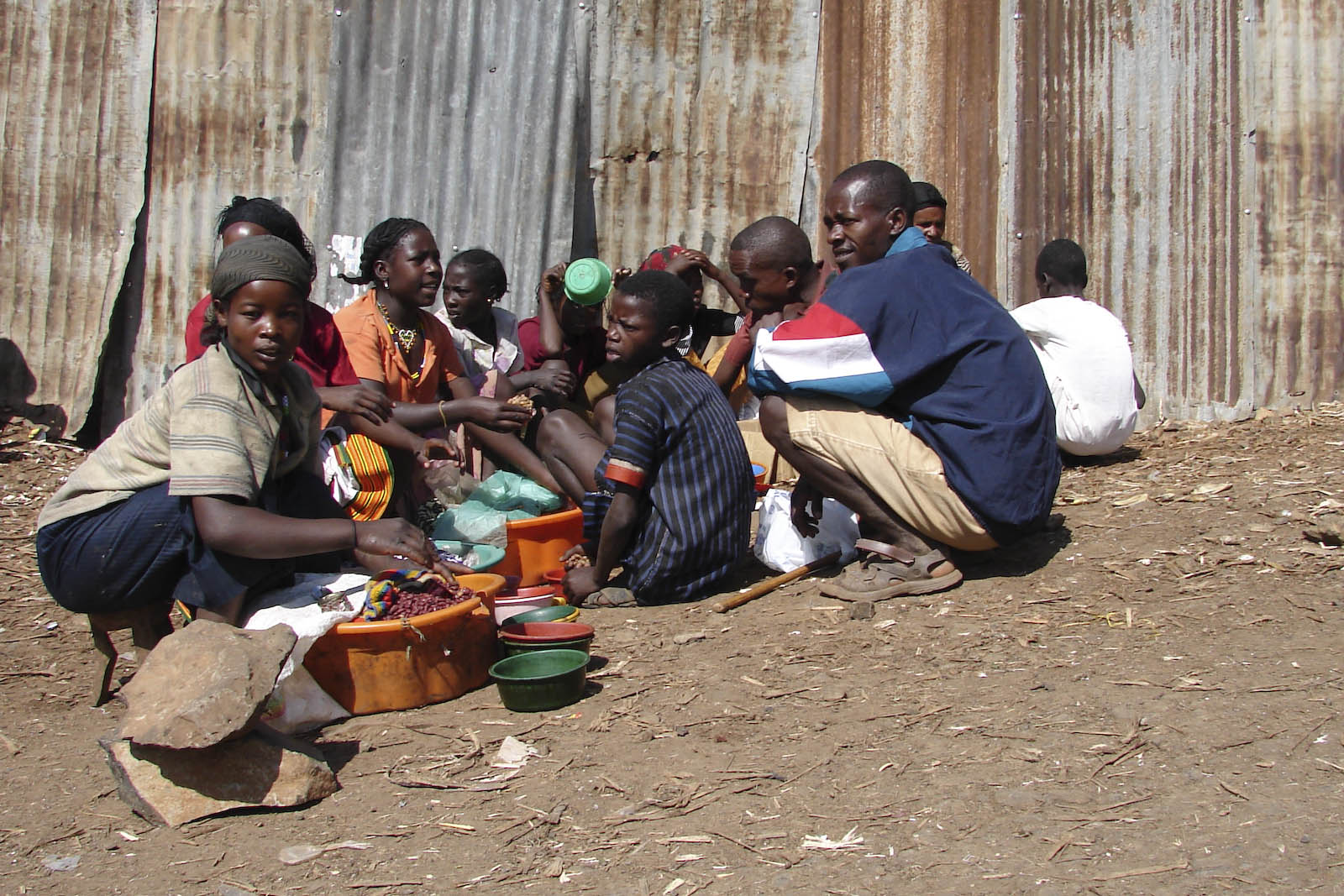
سوق بمدينة كونسو

كونسو هي مدينة في جنوب إثيوبيا، وتقع في منطقة الأمم والشعوب و القوميات الجنوبية، على نهر ساجان.

## السكان
استنادا إلى أرقام من وكالة الإحصاء المركزي في عام 2005، قدر عدد سكان كونسو المدينة بـ 4،593 نسمة منهم 2،258 من الرجال و2،335 من النساء؛ وكان الإحصاء الوطني لعام 1994 يشير إلى مجموع سكاني يصل 2،535 منهم 1،250 من الرجال و1،285 من النساء.